# Station Horizon
Station Horizon est une série télévisée suisse romande en sept épisodes de 48 minutes créée, produite et réalisée par Pierre-Adrian Irlé et Romain Graf, co-écrite avec Léo Maillard, et diffusée du 28 février au 11 avril 2015 sur RTS Un.
Elle raconte l’histoire d’une communauté dans une vallée en Suisse qui, inspirée par les valeurs de liberté d’un certain american way of life, se bat pour sa survie contre les menaces de la société moderne.
Elle a été diffusée sur la chaine suisse alémanique SRF dès le 22 février 2016. Depuis janvier 2017, la série est diffusée sur Netflix (États-Unis, Canada, France, Australie) et SBS on Demand (Australie).

## Synopsis
L'histoire de deux frères, l'un sort de prison et l'autre s'apprête à vendre la station-service familiale.

## Fiche technique
- Titre original : Station Horizon
- Créateurs: Pierre-Adrian Irlé et Romain Graf
- Réalisation : Romain Graf, Pierre-Adrian Irlé
- Scénario : Romain Graf, Pierre-Adrian Irlé, Léo Maillard
- Photographie : Pietro Zuercher
- Musique : Nicolas Rabaeus
- Son : Jürg Lempen
- Décors : Canton du Valais
- Production :
- Sociétés de production : Jump Cut Production
- Diffuseur: RTS
- Pays d'origine :  Suisse
- Langue originale : Français
- Genre : Comédie dramatique
- Durée : 7 épisodes de 48 minutes
- Date de diffusion : 28 février 2015 sur RTS Un

## Distribution
- Bernard Yerlès : Joris Fragnière
- Roland Vouilloz : Raymond Héritier
- Gaspard Boesch : Charly Fragnière
- Alexandra Vandernoot : Nicole Héritier
- Marie Fontannaz : Jessy Rouiller
- Lavinia Longhi : Cheyenne Morales
- Baptiste Gilliéron : Bernard Héritier
- Klaudio Hila : Elvis Behrami
- Mélissa Aymon : Axelle Fragnière
- Anna Pieri : Suzy Fragnière
- Yoann Blanc : Karl-Heinz Imboden
- Charlotte Nagel : Géraldine Germanier
- Jean-Marc Morel : Martin Troillet dit Père Maurice
- Jean-Pierre Gos : Henri Lambiel dit Riton
- Thierry Meury : Jean-Michel Germanier dit Jean-Mi
- Maria Mettral : Freddie Rouiller
- Baptiste Coustenoble : Werner Besse
- Berner Biermeier : Willy Frösch
- Pierre Aucaigne : George Lathion
- Christian Mukuna : Yannick Bolomey dit Yaya
- James Gattuso : Léonard
- Yann Schmidhalter : Gabi
- Hélène Patricio : Raluca
- Antonio Buil : Jésus Pinto
- Jimmy Gattuso
- Pierre Mifsud
- Marc Donnet-Monay

## Lieux de tournage

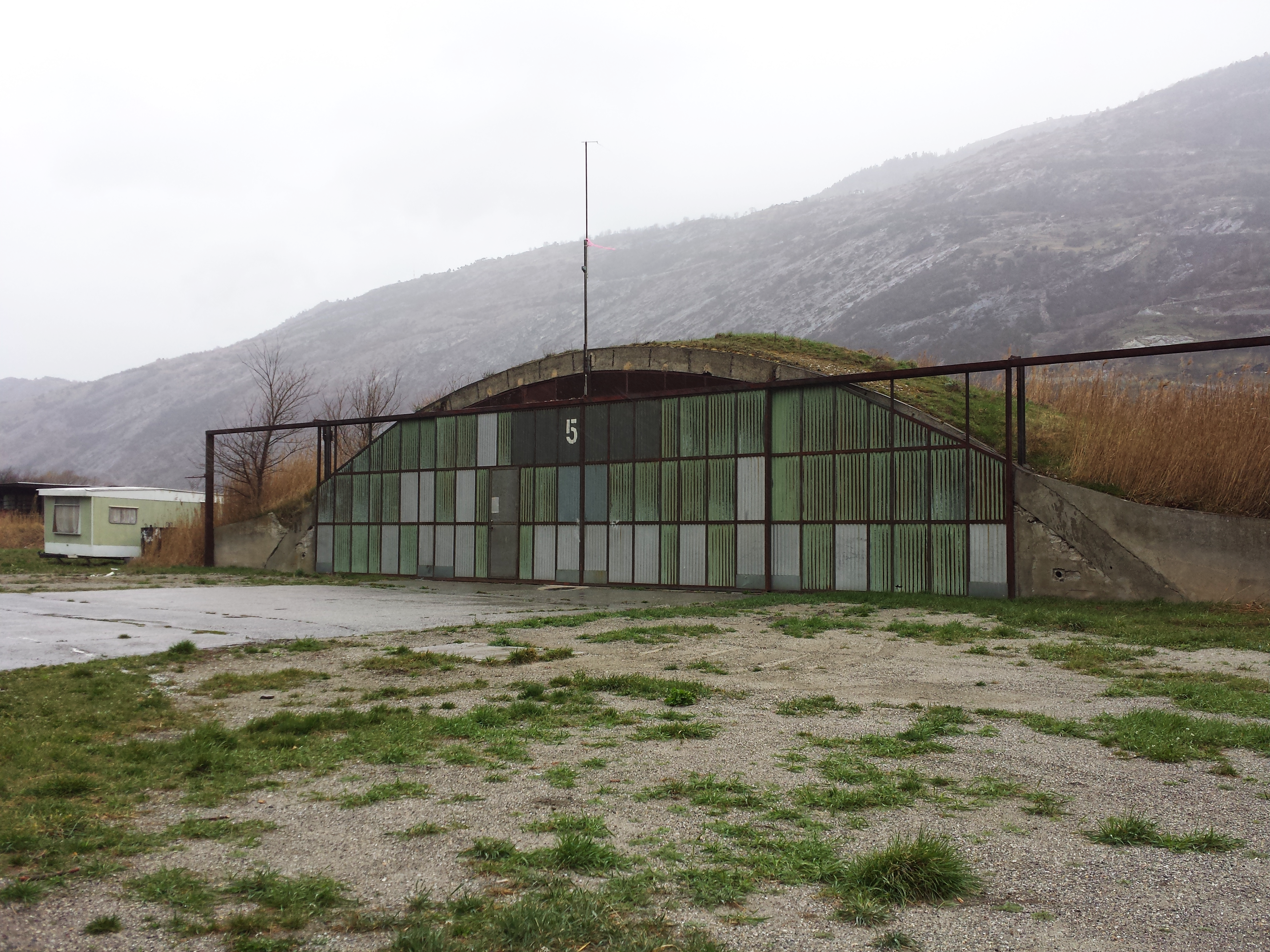
Abri d'avion militaire utilisé pour la Station (46.305082, 7.708794)
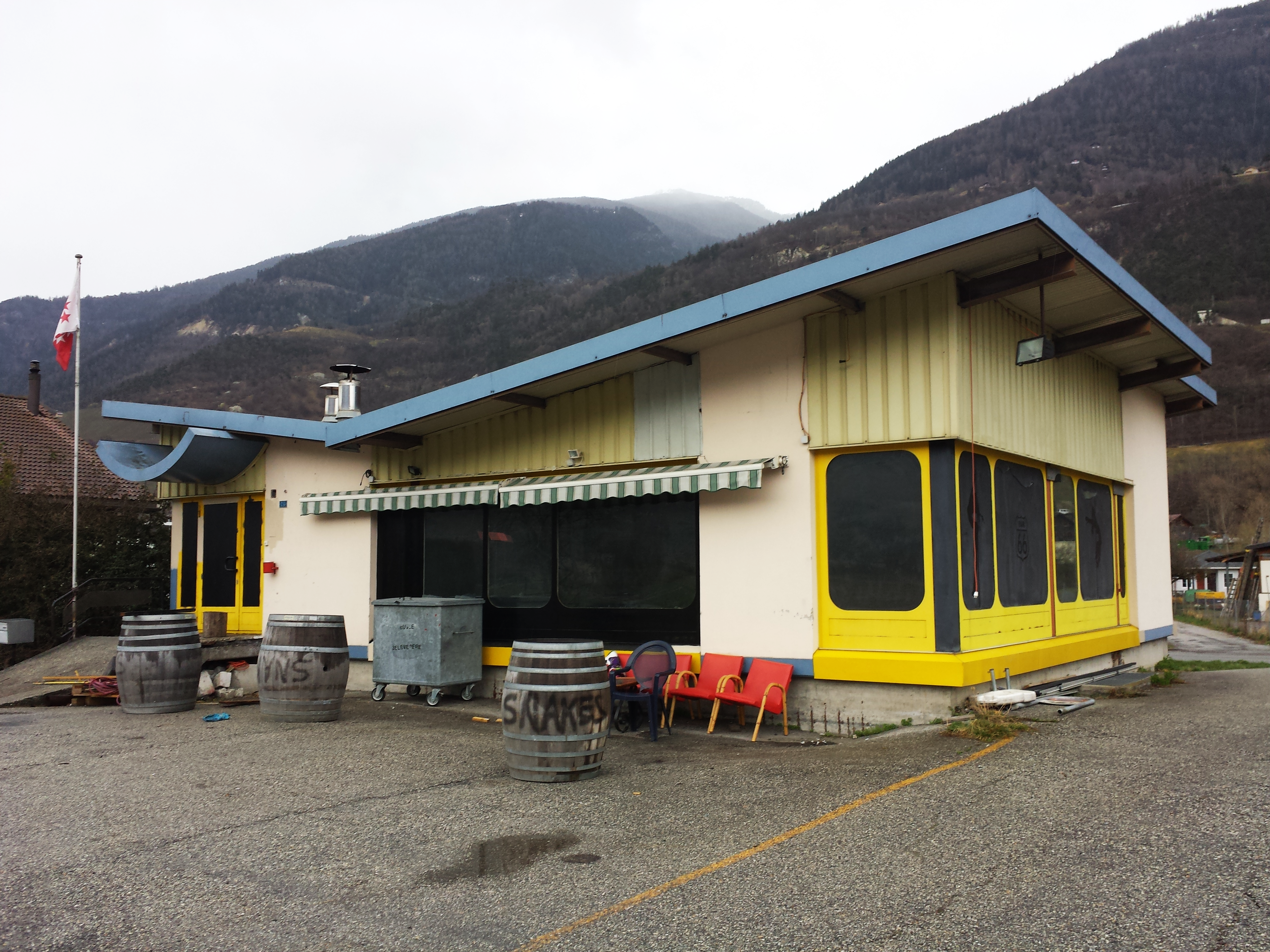
Bar utilisé pour le Bar 66 (Route du Moulin 26, 3977 Granges)

- la concession Subaru, vue dans la série : Wehreyering 2, 3930 Visp
- le pont d'autoroute, Granges-Gare (Épisode 1) : 46.265856, 7.461247
- les travaux de l'autoroute : (non confirmé) 46.309393, 7.704951
- la station radio + l'église : 46.313925, 7.635318 image
- le ranch Héritier : (non confirmé) 46.303779, 7.637827
- l'hôpital : Loèche-les-Bains
- autres lieux : Chippis, Sion
- la route du duel automobile : Bergjistrasse, 3945 Niedergampel
- le pont en fer : 46.282422, 7.540525 image
- le braquage de banque (Épisode 7) : Rue des Écoles 2, 3965 Chippis